# Финал Кубка Украины по футболу среди женщин 2021
Финал Кубка Украины по футболу среди женщин 2021 — финальный матч розыгрыша Кубка Украины по футболу среди женщин сезона 2021, 28-го сезона Кубка Украины. Матч состоялся в субботу, 5 июня 2021 года, на стадионе УТК им. Виктора Банникова в Киеве, с ограниченным количеством зрителей. В матче приняли участие харьковские клубы «Жилстрой-1» и «Жилстрой-2», выступающие в Высшей лиге. Главным арбитром была назначена Екатерина Монзуль, представляющая город Харьков.
«Жилстрой-2» обыграл «Жилстрой-1» со счётом 1:0, а единственный победный мяч забила Яна Калинина. Для «Жилстрой-2» это стал второй титул после победы в прошлом розыгрыше в 2020 году. Первое харьковское дерби в истории финалов Кубка Украины среди женщин.

## Команды

### Достижения в розыгрышах Кубка Украины
| Команда    | Предыдущие финалы (победы выделены)                                         |
| ---------- | --------------------------------------------------------------------------- |
| Жилстрой-1 | 12 (2006, 2007, 2008, 2009, 2010, 2011, 2013, 2014, 2015, 2016, 2018, 2019) |
| Жилстрой-2 | 1 (2020)                                                                    |

Для «Жилстрой-1» финал Кубка Украины среди женщин 2021 года — 12-й за 28 сезонов розыгрыша турнира. Для «Жилстрой-2» это второе подряд участие в финале Кубка Украины.
Финал Кубка Украины среди женщин 2021 — первое в истории харьковское дерби на этой стадии турнира.

### Взаимоотношения клубов в розыгрышах кубка Украины
Финальный матч Кубка Украины среди женщин 2021 года — пятая встреча в истории взаимоотношений для харьковских клубов «Жилстрой-1» и «Жилстрой-2» в рамках этого турнира и первая в финале.
Дебютная встреча этих команд в рамках национального кубка состоялась в 2012 году на стадии 1/4 финала. Тогда «Жилстрой-1» победил соперниц с разгромным счетом 11:0 (голы забивали: Нестеренко, Мозольская-2, Овдийчук-3, Шундровская, Костюченко-2, Загуменная-2). В 2012 году «Жилстрой-2» впервые в своий истории начал соревнования в Кубке Украины. Следующий матч харьковских клубов состоялся в сезоне 2017/18, когда «Жилстрой-2» дошёл до полуфинала Кубка Украины, где уступил «Жилстрой-1» со счетом 1:2 (голы: Калинина — Овдийчук, Воронина А.).
В сезоне 2018/19 команды втретились на первой стадии розыгрыша Кубка — в 1/8 финала, игра которой состоялась а стадионе «Солнечный». На гол Дарьи Апанащенко на 27-й минуте ответила Яна Малахова (34). «Жилстрой-1» на 37-й минуте вышел вперед (гол забила Овдийчук), однако на 75-й минуте Малахова сравняла счёт в матче. За минуту до конца матча Апанащенко вывела «Жилстрой-1» в 1/4 финала. В последней встрече между этими командами 2 сентября 2020 года за участие в финале Кубка, победу с минимальным счетом 1:0 одержал «Жилстрой-2». Единственный гол в матче забила Малахова с передачи Вероники Андрухив.

## Путь к финалу
Турнир проводился по системе с выбыванием, в сокращенном формате, начиная с 1/4 финала.
| Жилстрой-1        | Жилстрой-1 | Жилстрой-1 | Раунд         | Жилстрой-2             | Жилстрой-2 | Жилстрой-2                   |
| ----------------- | ---------- | ---------- | ------------- | ---------------------- | ---------- | ---------------------------- |
| Колос (Ковалёвка) | 1:7        | Жилстрой-1 | Четвертьфинал | Восход (Старая Маячка) | 0:1        | Жилстрой-2                   |
| Жилстрой-1        | 4:1        | Мариуполь  | Полуфинал     | Жилстрой-2             | 2:0        | Ладомир (Владимир-Волынский) |

«Жилстрой-1» стартовал в турнире в четвертьфинале с выездной крупной победы над «Колосом» из Ковалёвки со счётом 7:1 (дублем отметилась Ольга Бойченко). В полуфинале футболистки «Жилстрой-1» в домашней встрече обыграли «Мариуполь» — 4:1.
«Жилстрой-2» (чемпион Украины 2020 и обладатель Кубка Украины 2020) начал в турнире в 1/4 финала, минимально обыграв на выезде «Восход» (Старая Маячка) — 1:0, в котором единственный мяч забила Яна Малахова). В полуфинале в домашней встрече благодаря дублю Малаховой на 20-й и 55-й минутах «Жилстрой-2» победил «Ладомир» (Владимир-Волынский) со счётом 2:0.

## Организация матча
26 мая 2021 года было утчерждено время поединка, начало которого было запланировано 5 июня 2021 года на 17:00.
2 июня 2021 года комитет арбитров Украинской ассоциации футбола назначил суддейскую бригаду на финальный матч розыгрыша Кубка Украины среди женщин сезона 2021. Главным арбитром поединка будет работать Екатерина Монзуль (Харьков), а также ассистенты арбитра — Марина Стрелецкая (Сумы), Светлана Грушко (Киевская обл.) четвёртый арбитр — Кристина Козорог (Киевская обл.), наблюдатель арбитража — Михаил Овчар (Калуш).
Было решено провести матч в присутствии ограниченного количества зрителей — не более 30 % от общего количества посадочных мест. Таким образом, поединок смогут посетить 400 болельщиков.
Прямая трансляция финального поединка была запланирована на официальном YouTube-канале УАФ.

## Отчёт о матче

### Обзор

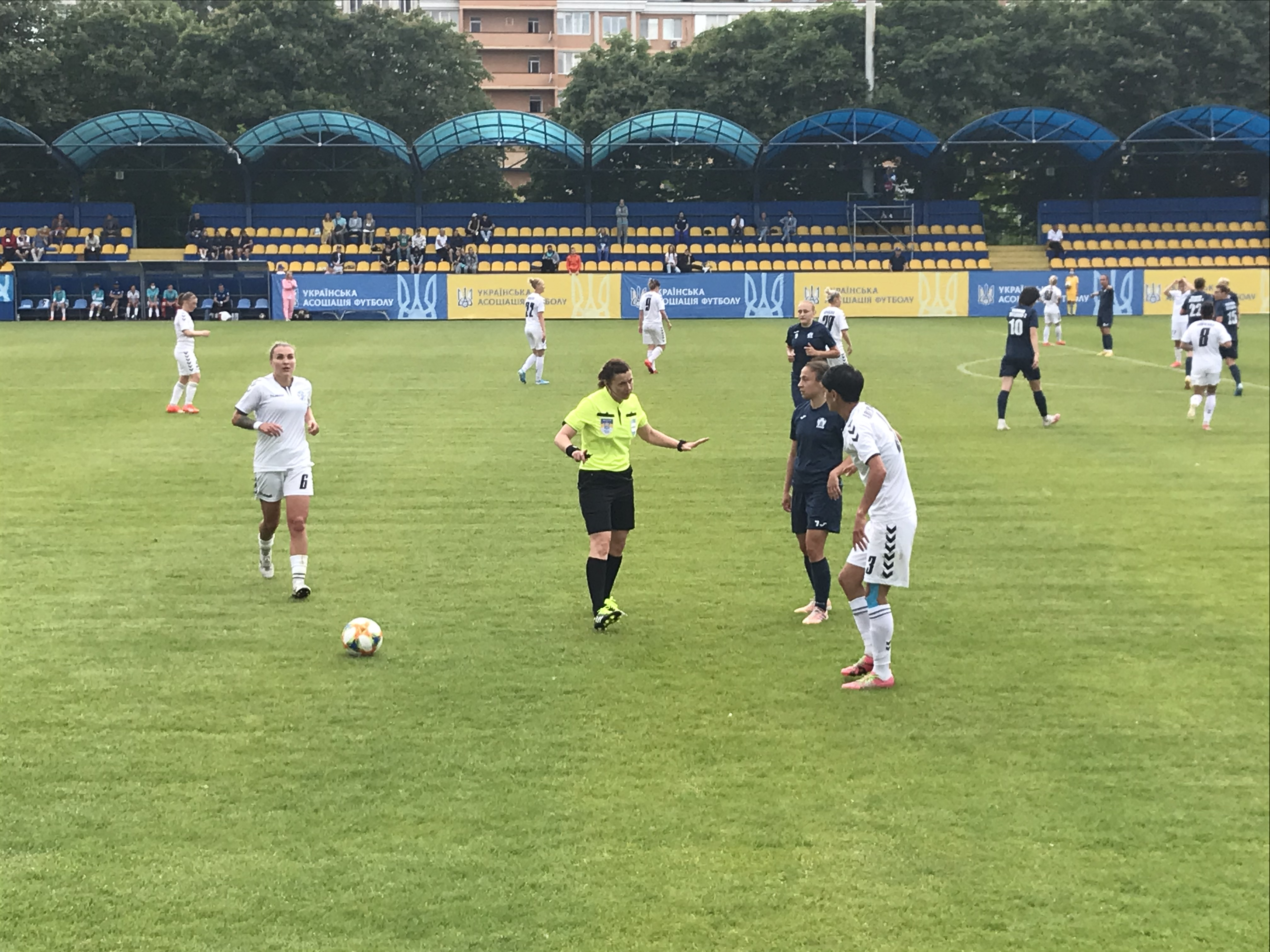
Главный арбитр Екатерина Монзуль назначает штрафной удар

#### Первый тайм
В первом тайме игровым преимуществом владел «Жилстрой-1». Игроки этой команды создали несколько угроз воротам Дарины Бондарчук. На 4-й минуте Дарьи Апанащенко нанесла удар в пределах штрафной площади, однако, мяч пролетел над перекладиной. На 11-й минуте Ольги Овдийчук имела возможность забить гол, когда её удар после индивидуального прохода вратаря, угодил в штангу. На 34-й минуте полузащитник «Жилстрой-1» Ирина Кочнева имела возможность открыть счёт в матче, но её удар отразила Бондарчук. Игроки «Жилстрой-2» пытались контратаковать, но у коллектива Натальи Зинченко ничего не получалось до 39-й минуты, когда Роксолана Кравчук в контратаке обыграла оппонентов и отдала передачу в центр штрафной площади на Яну Калинину, которая ударом с метров 10-ти открыла счёт в матче 0:1. До перервы команды почти не создали моментов.

#### Второй тайм
На второй тайм команды вышли в тех же составах, в которых и начали поединок. На 47-й минуте состоялась вынужденная замена в составе команды «Жилстрой-1»: вместо Дарьи Апанащенко на поле вышла Анастасия Воронина. Во втором тайме футболистки «Жилстрой-1» увеличили темп, мяч крайне редко покидал половину поля номинальных гостей. На 54-й минуте матча Анна Воронина перехватила мяч на половине поля «Жилстрой-2», оторвалась от Панцулаи и сделала передачу на правый фланг в штрафную площадь, где открывалась Ольга Бойченко, которая и нанесла удар, но Бондарчук со второй попытки отразила его. Ещё один голевой момент имела Овдийчук на 61-й минуте игры, когда она пыталась перебросить Бондарчук, однако, мяч от вратаря «Жилстрой-2», ударился об перекладину и после чего попал в линию ворот. На 70-й минуте Натия Панцулая нанесла дальний, но неточный удар. Под конец поединка футболистки «Жилстрой-2» также создали несколько опасных моментов.

### Детали
| Жилстрой-1 | 0:1 (0:1) | Жилстрой-2   |
| ---------- | --------- | ------------ |
|            | (отчёт)   | Калинина 39′ |

| Жилстрой-1 | Жилстрой-2 |

| Жилстрой-1:     |    |                      |     |  |
|                 |    |                      |     |  |
| ВР              | 31 | Ирина Санина         |     |  |
| ЗЩ              | 3  | Кристине Алексанян   |     |  |
| ЗЩ              | 6  | Ольга Басанская      |     |  |
| ЗЩ              | 22 | Любовь Шматко        |     |  |
| ПЗ              | 5  | Надежда Хаванская    |     |  |
| ПЗ              | 9  | Анна Петрик          | 84' |  |
| ПЗ              | 20 | Ирина Кочнева        | 84' |  |
| ПЗ              | 77 | Ольга Овдийчук       |     |  |
| ПЗ              | 88 | Анна Воронина        |     |  |
| НП              | 8  | Ольга Бойченко       | 66' |  |
| НП              | 17 | Дарья Апанащенко     | 46' |  |
| Замены:         |    |                      |     |  |
| ВР              | 1  | Вероника Шульга      |     |  |
| ЗЩ              | 15 | София Соломаха       |     |  |
| ЗЩ              | 16 | Анастасия Воронина   | 46' |  |
| ЗЩ              | 21 | Елизавета Костюченко |     |  |
| ПЗ              | 11 | Бергюл Садыкоглу     | 84' |  |
| ПЗ              | 55 | Юлия Шевчук          | 66' |  |
| ПЗ              | 96 | Надежда Кунина       | 84' |  |
| Главный тренер: |    |                      |     |  |
| Валентина Котик |    |                      |     |  |

| Жилстрой-2:      |    |                           |     |     |
|                  |    |                           |     |     |
| ВР               | 71 | Дарина Бондарчук          |     |     |
| ЗЩ               | 4  | Анастасия Сирмай          |     |     |
| ЗЩ               | 17 | Екатерина Корсун          |     |     |
| ЗЩ               | 21 | Натия Панцулая            | 59' |     |
| ЗЩ               | 29 | Ирина Подольская          |     |     |
| ЗЩ               | 99 | Анастасия Филенко         |     |     |
| ПЗ               | 7  | Яна Малахова              |     |     |
| ПЗ               | 15 | Ия Андрущак               | 64' | 70' |
| НП               | 5  | Вероника Андрухив         | 72' |     |
| НП               | 10 | Яна Калинина              | 39′ |     |
| НП               | 22 | Роксолана Кравчук         | 86' |     |
| Замены:          |    |                           |     |     |
| ЗЩ               | 11 | Яна Котик                 |     |     |
| ЗЩ               | 33 | Любовь Мохнач             |     |     |
| ПЗ               | 8  | Татьяна Китаева           | 70' | 81' |
| ПЗ               | 16 | Ирина Котяш               | 72' |     |
| ПЗ               | 77 | Татьяна Триль (Полюхович) |     |     |
| ПЗ               | 97 | Юлия Титова               |     |     |
| НП               | 13 | Мария Винтоняк (Михайлюк) | 86' |     |
| Главный тренер:  |    |                           |     |     |
| Наталья Зинченко |    |                           |     |     |

| Ассистенты главного арбитра: Марина Стрелецкая (Сумы) Светлана Грушко (Киевская обл.) Четвертый арбитр: Кристина Козорог (Киевская обл.) Наблюдатель арбитража: Михаил Овчар (Калуш) |

### Статистика матча
| Статистика       | Жилстрой-1 | Жилстрой-2 |
| ---------------- | ---------- | ---------- |
| Голы             | 0          | 1          |
| Удары            | 7          | 2          |
| Удары в створ    | 7          | 1          |
| Сэйвы            | 4          | 1          |
| Угловые          | 15         | 7          |
| Нарушения        | 4          | 25         |
| Офсайды          | 3          | 1          |
| Жёлтые карточки  | 0          | 3          |
| Красные карточки | 0          | 0          |

Источник: Прес-служба ЖФК Жилстрой-1